# 電子機器
電子機器（でんしきき、英語: electronics、またはelectronic device、electrical equipment）は、電子工学の技術を応用した電気製品。
情報をデジタル処理する機器や、映像・音声を電気的にアナログ処理する機器などが含まれる。

## 電子機器の一覧
- 液晶ディスプレイ
- カーナビゲーション
- 携帯電話
- ゲーム機
- コンパクトカセット
- CDプレイヤー
- デジタルカメラ
- テレビ
- DVDプレイヤー
- 電子手帳
- 電子辞書
- 電卓
- ハードディスクレコーダー
- パーソナルコンピュータ
- 携帯情報端末（PDA)
- ビデオカメラ
- プリンター
- プラズマディスプレイ
- ミニディスク
- ラジオ
- ワープロ
- 電子楽器